# Cycloptilum
Cycloptilum é um género de insecto da família Gryllidae.
Este género contém as seguintes espécies:
- Cycloptilum irregularis